# Aquarius (Aqua)
Aquarius è il secondo album in studio del gruppo musicale danese Aqua, pubblicato il 21 marzo 2000 dalla MCA Records. Al momento della pubblicazione l'album vendette 2 milioni di copie e ad oggi ha venduto 4 milioni di copie nel mondo.

## Descrizione
Il disco riprendeva i suoni e i ritmi del loro precedente lavoro, pur risultando più maturo grazie alla partecipazione in sala di incisione di un'orchestra sinfonica composta da 28 elementi. Spiccavano anche delle contaminazioni di musica disco, country e pop latino, rielaborate nello stile bubblegum pop del gruppo.
Il disco non ha tuttavia ottenuto il successo del precedente lavoro, così come i primi due singoli Cartoon Heroes e Around the World, che pur riscuotendo un discreto successo di vendite non hanno raggiunto i livelli di notorietà di brani come Barbie Girl e Doctor Jones, contenuti nel precedente disco.
In seguito allo scarso successo dei successivi due singoli, Bumble Bees e We Belong to the Sea, il gruppo ha deciso di abbandonare la promozione del progetto, per poi sciogliersi definitivamente nell'estate del 2001, probabilmente a causa dell'insuccesso del loro secondo lavoro.

## Tracce
CD (Universal 153 810-2 (UMG) / EAN 0601215381023)
CD (Universal 157 273-2 (UMG) / EAN 0601215727326
Testi e musiche di Søren Rasted e Claus Norreen, eccetto dove indicato.
1. Cartoon Heroes – 3:38
2. Around the World – 3:28
3. Freaky Friday – 3:45
4. We Belong to the Sea – 4:18
5. An Apple a Day – 3:37
6. Halloween – 3:49 (Søren Rasted, Claus Norreen, René Dif)
7. Good Guys – 3:58
8. Back from Mars – 4:03
9. Aquarius – 4:22
10. Cuba Libre – 3:36 (Søren Rasted, Claus Norreen, René Dif)
11. Bumble Bees – 3:52
12. Goodbye to the Circus – 3:59

## Formazione
- Lene Grawford Nystrøm - voce
- René Dif - seconda voce
- Søren Rasted - batteria, chitarra
- Claus Norreen - tastiere

## Classifiche

### Classifiche settimanali
| Classifiche (2000) | Posizione massima |
| ------------------ | ----------------- |
| Australia          | 15                |
| Austria            | 11                |
| Belgio (Fiandre)   | 18                |
| Belgio (Vallonia)  | 9                 |
| Canada             | 3                 |
| Danimarca          | 1                 |
| Finlandia          | 7                 |
| Francia            | 37                |
| Germania           | 16                |
| Giappone           | 10                |
| Irlanda            | 36                |
| Italia             | 2                 |
| Norvegia           | 1                 |
| Nuova Zelanda      | 8                 |
| Paesi Bassi        | 42                |
| Regno Unito        | 24                |
| Spagna             | 3                 |
| Stati Uniti        | 82                |
| Svezia             | 2                 |
| Svizzera           | 8                 |
| Ungheria           | 8                 |

### Classifiche di fine anno
| Classifica (2000) | Posizione |
| ----------------- | --------- |
| Italia            | 28        |
| Svezia            | 32        |
| Svizzera          | 82        |